# Bob ai III Giochi olimpici giovanili invernali
Le gare di bob ai III Giochi olimpici giovanili invernali di Losanna 2020 si sono svolte il 19 e il 20 gennaio a Sankt Moritz, in Svizzera, sulla pista Olympia Bobrun St. Moritz–Celerina. Sono state disputate due gare: il monobob femminile e quello maschile.

## Calendario[1]
| Bob ai III Giochi olimpici giovanili invernali | Bob ai III Giochi olimpici giovanili invernali | Bob ai III Giochi olimpici giovanili invernali | Bob ai III Giochi olimpici giovanili invernali | Bob ai III Giochi olimpici giovanili invernali | Bob ai III Giochi olimpici giovanili invernali | Bob ai III Giochi olimpici giovanili invernali | Bob ai III Giochi olimpici giovanili invernali | Bob ai III Giochi olimpici giovanili invernali | Bob ai III Giochi olimpici giovanili invernali | Bob ai III Giochi olimpici giovanili invernali | Bob ai III Giochi olimpici giovanili invernali |
| Gennaio 2020                                   | 11                                             | 12                                             | 13                                             | 14                                             | 15                                             | 16                                             | 17                                             | 18                                             | 19                                             | 20                                             | Totale                                         |
| ---------------------------------------------- | ---------------------------------------------- | ---------------------------------------------- | ---------------------------------------------- | ---------------------------------------------- | ---------------------------------------------- | ---------------------------------------------- | ---------------------------------------------- | ---------------------------------------------- | ---------------------------------------------- | ---------------------------------------------- | ---------------------------------------------- |
| Ragazze                                        | Prove ufficiali                                |                                                | Prove ufficiali                                |                                                | Prove ufficiali                                |                                                | Prove ufficiali                                |                                                | 1ª e 2ª manche                                 |                                                | 1                                              |
| Ragazzi                                        |                                                | Prove ufficiali                                |                                                | Prove ufficiali                                |                                                | Prove ufficiali                                |                                                | Prove ufficiali                                |                                                | 1ª e 2ª manche                                 | 1                                              |
| Totale                                         | Totale                                         | Totale                                         | Totale                                         | Totale                                         | Totale                                         | Totale                                         | Totale                                         | Totale                                         | 1                                              | 1                                              | 2                                              |

## Podi

### Ragazze
| Evento           | Oro              | Tempo   | Argento            | Tempo   | Bronzo       | Tempo   |
| Monobob dettagli | Georgeta Popescu | 2'26"84 | Viktória Čerňanská | 2'27"35 | Celine Harms | 2'27"36 |

### Ragazzi
| Evento           | Oro                                   | Tempo   | Argento       | Tempo         | Bronzo        | Tempo   |
| Monobob dettagli | Alexander Czudaj e Andrei Robert Nica | 2'24"80 | non assegnato | non assegnato | Quentin Sanzo | 2'25"18 |

## Medagliere
| Pos.   | Paese         | Oro | Argento | Bronzo | Totale |
| ------ | ------------- | --- | ------- | ------ | ------ |
| 1      | Romania       | 2   | 0       | 0      | 2      |
| 2      | Germania      | 1   | 0       | 1      | 2      |
| 3      | Slovacchia    | 0   | 1       | 0      | 1      |
| 4      | Liechtenstein | 0   | 0       | 1      | 1      |
| Totale | Totale        | 3   | 1       | 2      | 5      |